# Ježovka obecná
Ježovka obecná, též ježovka fialová, je hojná ježovka žijící ve východní části Atlantského oceánu od kanálu La Manche na severu po Kapverdy na jihu, obývá také Středozemní moře. Má pravidelné, spíš kratší ostny a dorůstá velikosti až 15 cm.
Ježovka obecná má velkou, kulovitou, nahoře poněkud zploštělou schránku a silné, tupé a nepříliš dlouhé ostny stejné délky. Schránka je tmavě fialová, ostny mohou být též fialové, fialové s bílými konci nebo úplně bílé. Ústní otvor má dole (na sploštělé straně těla) a řitní otvor umístěn nahoře. Patří mezi gonochoristy (oddělené pohlaví), její vývoj je nepřímý, larva pluteus.
Žije v mělkých vodách, obvykle do 30 m hloubky, ale byla nalezena i v hloubce 100 m. Vyskytuje se na chráněných místech na kamenitém a štěrkovém mořském dně, kde se živí řasami rostoucími na povrchu kamenů. Často se maskuje kusem řasy nebo schránkami měkkýšů, které na svém těle přidržuje panožkami (pedicellariemi).

## Fotogalerie

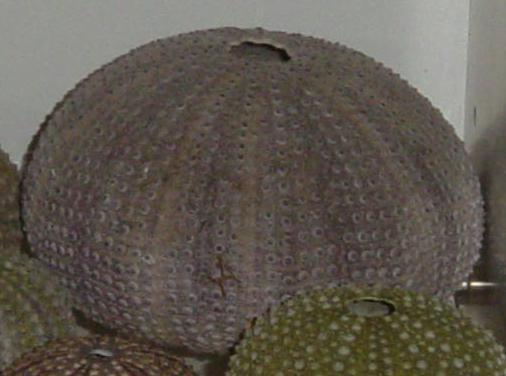
Prázdná schránka ježovky obecné
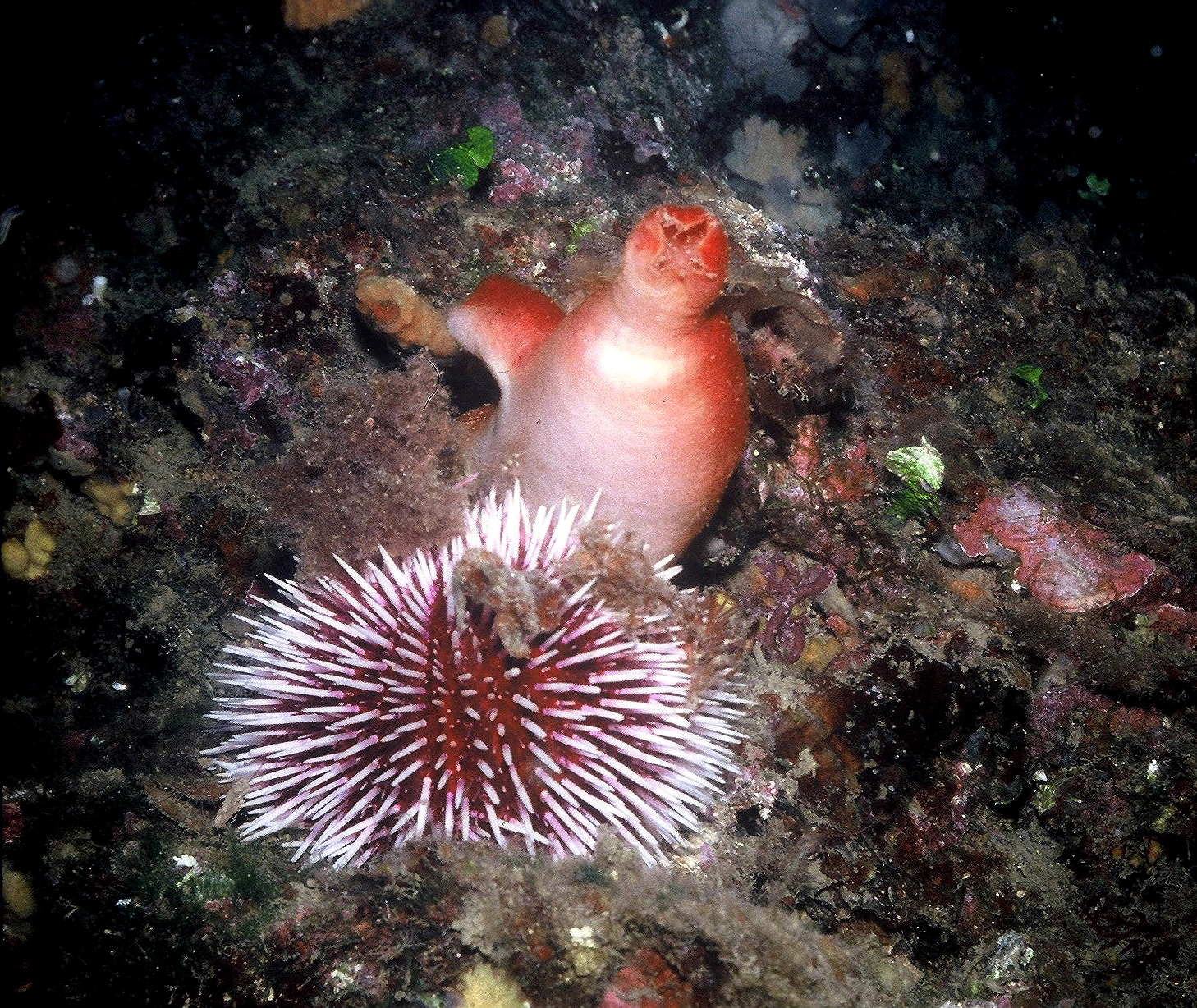
Ježovka obecná s bílými ostny
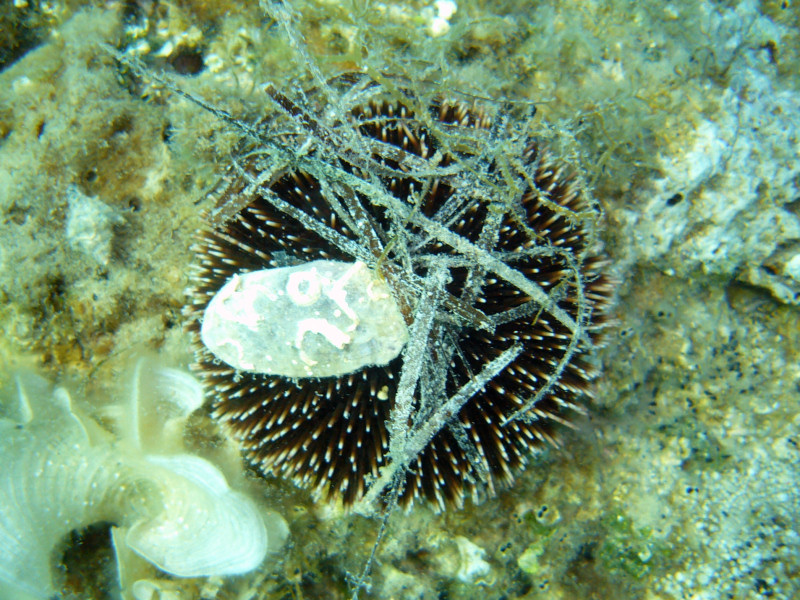
Ježovka obecná s tmavými ostny
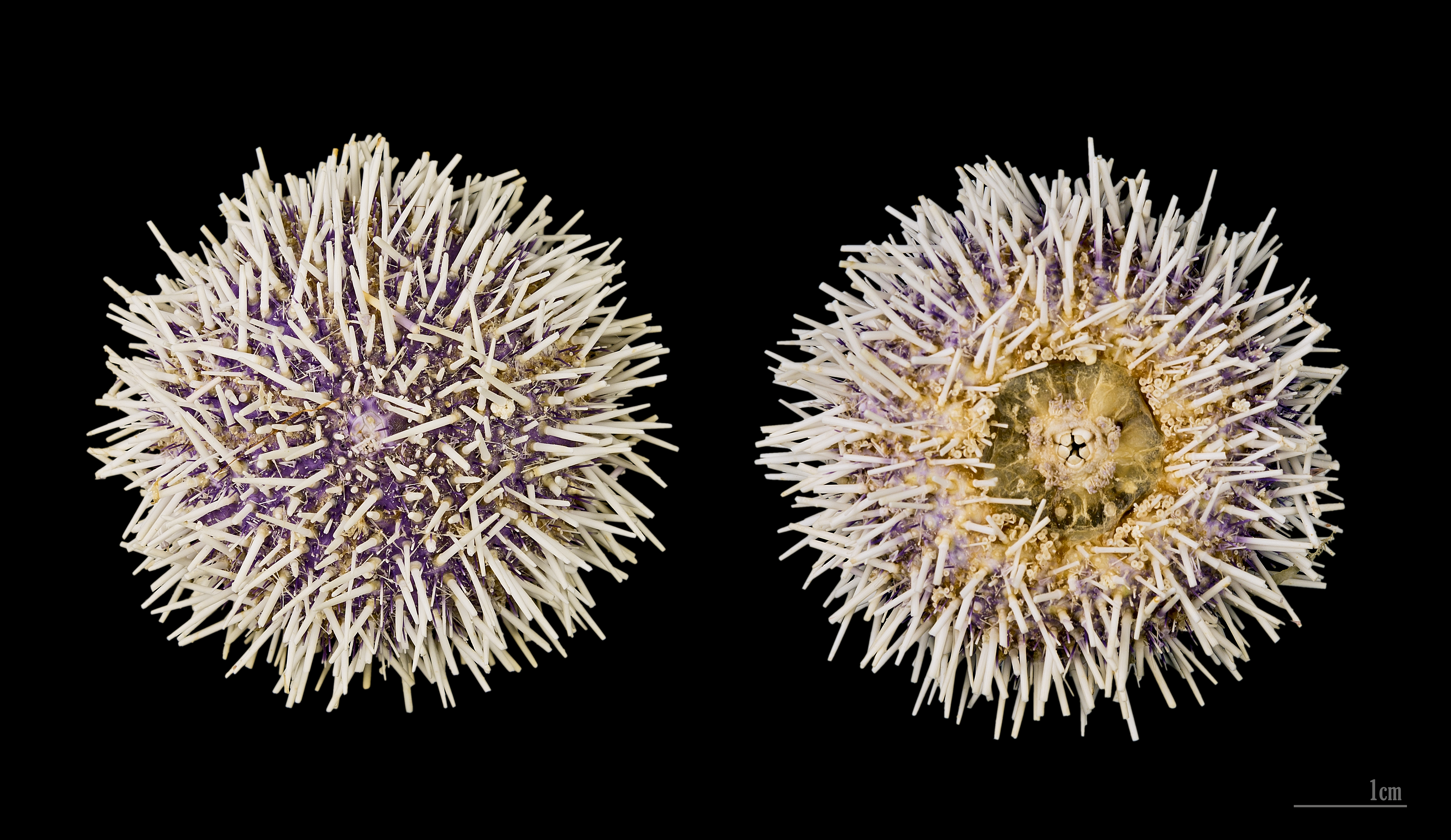